# Roland Seim
Roland Seim (* 11. Juli 1965 in Münster) ist ein deutscher Medienwissenschaftler, Journalist, Buchautor und Verleger. Schwerpunkt seiner Tätigkeit ist die Erforschung der Zensur in der deutschen Populärkultur.

## Leben
Roland Seim erwarb 1984 am Johann-Conrad-Schlaun-Gymnasium in Münster das Abitur. In den Jahren 1984 bis 1993 studierte er an der Westfälischen Wilhelms-Universität in Münster, an der Freien Universität Berlin und an der Technischen Universität Berlin Kunstgeschichte, Philosophie und Soziologie. Das  Magisterexamen legte er am 21. Januar 1993 im Hauptfach Kunstgeschichte mit der Note Gut bei Jürg Meyer zur Capellen in Münster ab. Am 2. Juli 1997 wurde er an der Westfälischen Wilhelms-Universität bei Horst Herrmann im Fach Soziologie mit den Nebenfächern Kunstgeschichte und Philosophie magna cum laude zum Dr. phil. promoviert.
Neben regelmäßiger journalistischer Tätigkeit wie zum Beispiel für Telepolis gründete Seim 1997 Telos, einen Verlag für Kulturwissenschaft. Er war Lehrbeauftragter für Mediensoziologie am Institut für Soziologie der Universität Münster. Mit Daniel Bettermann und anderen arbeitet er an dem Projekt Deutsches Zensurmuseum. Seim ist Autor einiger Standardwerke zur Zensurgeschichte und lebt in Münster.

## Schriften (Auswahl)
- Die Darstellung von Eros und Thanatos im Frühwerk von Alfred Kubin. Unveröffentlichte Magisterarbeit am Institut für Kunstgeschichte der Universität Münster, Münster 1992
- Zwischen Medienfreiheit und Zensureingriffen. Eine medien- und rechtssoziologische Untersuchung zensorischer Einflußnahmen auf bundesdeutsche Populärkultur. Dissertationsschrift, Universität Münster. Telos, Münster 1997, ISBN 3-933060-00-1.
- Das Abstrafen der Sündenböcke. In: NOVO – Politik, Gesellschaft, Wissenschaft. Nr. 45, März/April 2000, S. 45–47.
- als Herausgeber zusammen mit Josef Spiegel: Der kommentierte Bildband zu „Ab 18“ – zensiert, diskutiert, unterschlagen. Zensur in der deutschen Kulturgeschichte. 2. verbesserte Neuauflage. Telos-Verlag, Münster 2001, ISBN 3-93306005-2.
- als Herausgeber zusammen mit Josef Spiegel: „Ab 18“ – zensiert, diskutiert, unterschlagen. Beispiele aus der Kulturgeschichte der Bundesrepublik Deutschland. Telos Verlag, Münster 2002, ISBN 3-93306001-X.
- „Das gehört verboten!“ Kultur und Zensur zwischen Zeitgeist und Wertewandel. In: Wolfgang R. Langenbucher (Hrsg.): Die Kommunikationsfreiheit der Gesellschaft. Die demokratischen Funktionen eines Grundrechts. Publizistik Sonderheft 4/2003. Westdeutscher Verlag, Wiesbaden 2003, S. 323–339.
- zusammen mit Josef Spiegel: „Nur für Erwachsene“. Rock- und Popmusik: zensiert, diskutiert, unterschlagen. Telos Verlag, Münster 2004, ISBN 3-933060-16-8.
- 50 Jahre gegen „Schmutz und Schund“.  In: Telepolis vom 10. Mai 2004.
- als Herausgeber: „Mein Milieu meisterte mich nicht“ – Festschrift Horst Herrmann. Münster 2005, ISBN 3-933060-19-2.
- als Herausgeber zusammen mit Josef Spiegel: „The Sun Ain't Gonna Shine Anymore“ – Tod und Sterben in der Rockmusik. Münster 2009, ISBN 978-3-933060-26-6.